# Phare de Calais
Der Phare de Calais (deutsch Leuchtturm von Calais) befindet sich in der Hafen- und Seestadt Calais, Département Pas-de-Calais im Norden Frankreichs. Der Leuchtturm befindet sich in der Altstadt, Place Henri Barbusse in der Nähe des Hafens und ist ein bedeutendes Wahrzeichen und wichtige Navigationshilfe für Schiffe und Fähren, die die Straße von Calais am östlichen Anfang des Ärmelkanals benutzen.

## Geschichte
An dieser exponierten Stelle, der Meerenge des Ärmelkanals zwischen der Britischen Insel und dem Festland, wurde der bereits aus dem 13. Jahrhundert stammende steinerne Wachturm Tour de Guet im Jahre 1818 als Leuchtturm auserkoren. Das 39 m hohe Bauwerk erhielt hierfür ein rotierendes mit Öl betriebenes Leuchtfeuer. Ebenso diente der Turm noch in der 2. Hälfte des 19. Jahrhunderts als optischer Telegraf.
Unter der Regentschaft des Bürgerkönig in der sogenannten Julimonarchie von 1830 bis 1848 sollten zur Verbesserung der französischen Häfen in Calais ein neuer Leuchtturm nach den Plänen des Architekten Léonce Reynaud (1803–1880) gebaut werden. 1848 entstand in Hafennähe der neue, 51 m hohe gemauerte Ziegelsteinturm. Er besteht außen aus einem achteckigen und innen runden sich verjüngenden glatten, unten weiß lackiertem Mauerwerk. Anfänglich besaß der Turm eine rötlich-gelbe Farbe mit weiß abgesetzten Verzierungen, später wurde der Turmschaft weiß gefärbt, außer der schwarzen Unterseite der Laterne.

## Beschreibung
Am 1. September 1848 wurde der neue Leuchtturm fertiggestellt, am 15. Oktober 1848 feierlich eingeweiht. Im Oktober 1883 erhielt das Leuchtfeuer eine elektrische Energieversorgung, zur damaligen Zeit noch ein Novum. Die Zeit der beiden Weltkriege konnte der Turm unbeschadet überstehen. 1987 wurde das Seefeuer schließlich automatisiert und 1992 der Turm von Grund auf saniert, wobei er nun emaillierte Ziegel erhielt.
Der Leuchtturm-Komplex steht unter Denkmalschutz und wurde als Monument historique in der Base Mérimée des französischen Kulturministeriums unter der Nr. IA62001154 seit dem 19. April 2011 geführt.

## Besichtigung
Der Leuchtturm ist für Besucher geöffnet. Im angrenzenden Wärterhäuschen ist eine Leuchtturmausstellung zu sehen. Eine Treppe mit 271 Stufen führt nach oben bis zur Galerie, von wo aus man einen atemberaubenden Ausblick auf den Hafenkomplex und die Stadt hat. Das weite Panorama lässt die Kreidefelsen bei Dover ebenso erkennen wie der 1996 aufgegebene Pfahlleuchtturm Walde, dessen Reste sich noch auf einer Sandbank nördlich der Stadt befinden. Die ehemalige Laterne ist im Gebäude des Hafenkapitäns von Boulogne-sur-Mer ausgestellt.

## Philatelistische Würdigung
Eine philatelistische Würdigung der französischen Leuchttürme erfolgte durch die französische Post schon mehrfach. Der Leuchtturm von Calais ist bisher jedoch davon ausgenommen.